# Misumenops roseofuscus
Misumenops roseofuscus là một loài nhện trong họ Thomisidae.
Loài này thuộc chi Misumenops. Misumenops roseofuscus được Cândido Firmino de Mello-Leitão miêu tả năm 1944.